# Francesca Ciardi
Francesca Ciardi (Roma, 26 luglio 1954) è un'attrice italiana, nota soprattutto per aver interpretato la parte di Shanda Tomaso in Cannibal Holocaust.

## Biografia
È cresciuta a Roma nel quartiere dei Parioli. Venne scelta da Ruggero Deodato, in un casting italiano, il quale le affidò il ruolo di Shanda Tomaso nel suo controverso Cannibal Holocaust grazie al suo carattere intraprendente e particolarmente stravagante. In seguito la Ciardi interpretò una parte in Eroina, prendendo poi parte ad altri quattro film, prima di uscire dalle scene. A oltre vent'anni dalla sua ultima apparizione torna nel 2014 a recitare nel film horror a basso budget Death Walks.

## Filmografia

### Cinema
- Eroina, regia di Massimo Pirri (1980)
- Cannibal Holocaust, regia di Ruggero Deodato (1980)
- La ragazza dei lillà, regia di Flavio Mogherini (1985)
- Mosca addio, regia di Mauro Bolognini (1987)
- Lo scomparso, regia di Marcello Baldi - film TV (1987)
- Safari, regia di Roger Vadim - film TV (1991)
- Death Walks, regia di Spencer Hawken (2014)

### Televisione
- Caccia al ladro d'autore – serie TV (1985)
- Aeroporto internazionale – serie TV (1985)

## Prosa televisiva Rai
- Conchiglia, commedia di Sergio Pugliese, regia di Mario Foglietti, trasmessa il 15 settembre 1981.